# Wolfgang Herrndorf
Wolfgang Herrndorf, né le 12 juin 1965 à Hambourg et mort le 26 août 2013 à Berlin,, est un écrivain, peintre et illustrateur allemand. 
Peu connu en France, il connaît en Allemagne un succès critique et éditorial certain.  

## Biographie
Né à Hambourg, dans le Nord de l'Allemagne, Wolfgang Herrndorf grandit dans la région, à Norderstedt. À l'issue de sa scolarité, il étudie à l'Académie des beaux-arts de Nuremberg. Il s'établit ensuite à Berlin, où il travaille comme illustrateur, notamment pour le magazine satirique Titanic et la maison d'édition Haffmans Verlag,. Il abandonne ensuite ces activités, et sa carrière d'écrivain commence en 2002 avec la parution de son premier roman In Plüschgewittern. Il écrit alors aussi pour le forum internet Wir höflichen Paparazzi et le blog Riesenmaschine,. En février 2010, on lui diagnostique une tumeur au cerveau incurable. Le mois suivant, il commence à rendre compte de son combat contre la maladie dans son blog Arbeit und Struktur (Travail et Structure), et se jette à corps perdu dans l'écriture. 
Il achève le roman Goodbye Berlin commencé six ans auparavant et connaît la notoriété avec sa parution à l'automne 2010. Il travaillera à son blog jusqu'à sa mort, ses textes étant publiés de façon posthume sous forme de livre. Il met fin à ses jours à l'âge de 48 ans.

## Œuvre

### Littérature[12],[13],[3]
Les titres sont indiqués en allemand, suivis des traductions en français.
- In Plüschgewittern, Haffmans bei Zweitausendeins, Francfort-sur-le-Main, 2002 (roman)
- Diesseits des Van-Allen-Gürtels, Eichborn, Francfort-sur-le-Main, 2007 (nouvelles)
- Tschick, Rowohlt Berlin, 2010 (roman) / Goodbye Berlin, Éditions Thierry Magnier, 2012,  (ISBN 978-2-36474-037-2)
- Sand, Rowohlt Berlin, 2011 (roman) / Sable, Éditions Thierry Magnier, 2014,  (ISBN 978-2-36474-518-6)
- Arbeit und Struktur, Rowohlt Berlin, 2011 / Suivons en dansant l'ombre de la nuit, Thierry Magnier Éditions, 2015,  (ISBN 978-2-36474-773-9)
- Bilder deiner grossen Liebe: Ein unvollendeter Roman, Rowohlt Berlin, 2014 (roman, fragments)
- Gesamtausgabe, Rowohlt Berlin, 2015 (œuvres complètes)

### Dessins et peintures
Environ 600 œuvres sont conservées, Wolfgang Herrndorf a lui-même détruit le reste. Une exposition lui a été consacrée en 2015 au Literaturhaus de Berlin.

## Réception

### Prix littéraires
Il a obtenu entre autres le Deutscher Erzählerpreis (2008), le prix Clemens Brentano de la Ville de Heidelberg (Brentano-Preis) ainsi que le prix allemand de la littérature jeunesse (Deutscher Jugendliteraturpreis) en 2011, et en 2012 le prix Hans-Fallada de la Ville de Neumünster (Hans-Fallada-Preis) ainsi que le prix du livre (Leipziger Buchpreis) remis chaque année lors de la Foire du livre de Leipzig. Cette même année, il est finaliste du prix du livre allemand (Deutscher Buchpreis).

### Ventes et diffusion
Goodbye Berlin a figuré en tête de la liste de bestsellers du magazine Spiegel pendant plus de deux ans, s'est vendu à plus d'un million d'exemplaires en Allemagne, et il est paru dans 26 pays.

### Adaptations
Goodbye Berlin est adapté au cinéma en 2016 sous le titre allemand  Tschick par Fatih Akin. Il a également été adapté pour la scène à de maintes reprises.